# Jatropha cordata
Jatropha cordata är en törelväxtart som först beskrevs av Casimiro Gómez de Ortega, och fick sitt nu gällande namn av Johannes Müller Argoviensis. Jatropha cordata ingår i släktet Jatropha och familjen törelväxter. Inga underarter finns listade i Catalogue of Life.